# LEGO Star Wars: The Video Game
LEGO Star Wars: The Video Game er et action-adventure videospil med LEGO tema der blev udgivet den 29. marts 2005. Spillet er det første LEGO spil udviklet af Traveller's Tales, som fremover skulle stå for produktionen af alle LEGO spil, og er udgivet af LucasArts.
Spillet er baseret på de tre prequel film i Star Wars-serien: Star Wars Episode I: Den usynlige fjende, Star Wars Episode II: Klonernes angreb og Star Wars Episode III: Sith-fyrsternes hævn.

Spillet blev udgivet til Xbox, Playstation 2, Gamecube og Windows. Der blev yderligere udviklet en Game Boy Advance version af Griptonite Games og en Macintosh udgave af Aspyr.